# Ready Steady Go!
Ready Steady Go! ili jednostavno RSG! je bio naziv jedne od prvih britanskih glazbenih TV emisija posvećenih popu i rocku. 
Ovu TV emisiju za mlade, osmislio je Elkan Allan, direktor televizijske postaje Rediffusion London, a producent je bio  Vicki Wickham. 
- Prva emisija bila je u kolovozu 1963. a zadnja je emitirana 23. studenog 1966. godine.

- Najveću gledanost emisija je imala 20. ožujka 1964. u posebnoj emisiji u kojoj su Beatlesi bili gosti i izveli svoje pjesme It Won't Be Long, You Can't Do That i Can't Buy Me Love.

## Izvođači koji su nastupili u RSG
U showu Ready Steady Go!, nastupili su; The Beatles, Dusty Springfield,  The Walker Brothers, The Kinks, Gerry and the Pacemakers, The Rolling Stones, Donovan (njega je zapravo lansirao RSG), The Fortunes, Otis Redding, Bo Diddley, The Dave Clark Five, Bobby Vee, The Animals, Cilla Black, The Searchers, The Who, Georgie Fame and the Blue Flames, Billy Fury, Lulu, Van Morrison, Marvin Gaye, Gene Pitney, The Beach Boys, Sandie Shaw, Burt Bacharach, Samantha Jones, Jerry Lee Lewis, Kenny Lynch, Small Faces, Them, Jimi Hendrix, Elkie Brooks i drugi manje poznati.